# Tranipses
Els tranipses (en llatí tranipsae, en grec antic Τρανίψαι) eren un poble de Tràcia. El govern d'aquest poble el va tenir durant un temps Mesades, fill de Seutes I rei dels odrisis, que governava sobre nombroses tribus tràcies, entre elles els thinis i els melandites.